# Vitrail de la vie de la Vierge (La Ferrière)

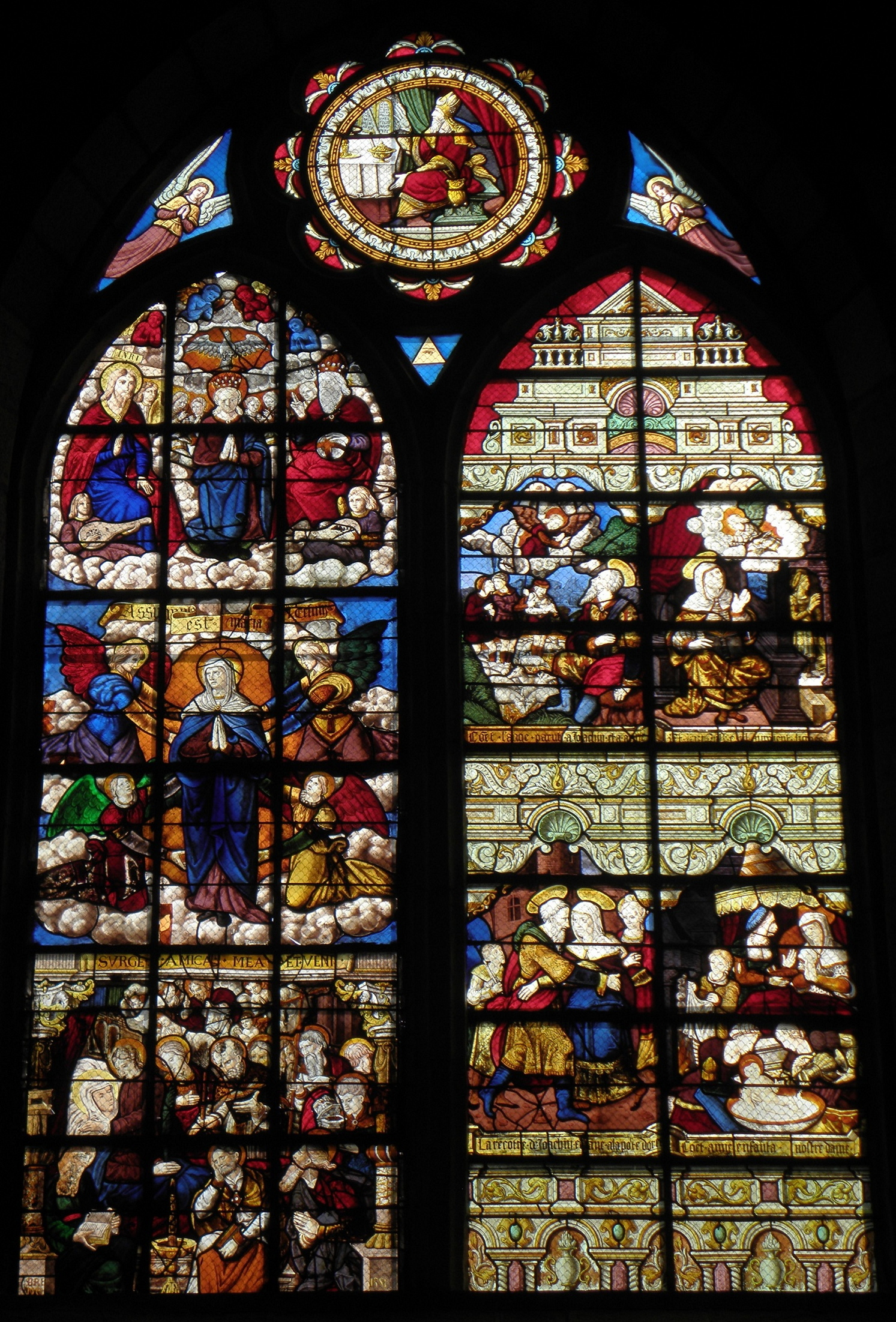
Vitrail de la vie de la Vierge de La Ferrière

Le Vitrail de la vie de la Vierge de l'église Notre-Dame à La Ferrière, une ancienne commune du département des Côtes-d'Armor dans la région Bretagne en France, est un vitrail datant de 1551. 
Il a été classé au titre d'objet des monuments historiques le 25 juillet 1908.

## Description
Le vitrail de la baie no 0 est une verrière composite, déplacée du bras sud du transept, à la fin du XIXe siècle par le restaurateur Laigneau.  
Il est composé de trois parties majeures : deux lancettes séparées par un meneau, surmontées par un médaillon rond. 
La partie gauche, datée de 1551, n'a pas d'auteur connu. Elle représente la mort de la Vierge, l'Assomption et le couronnement de la Vierge. in y trouve une inscription  sur la scène présentant la mort de la Vierge : SURGE AMICA MEA. 
La partie droite, estimée être de la même époque, est attribuée par son style à Michel Bayonne. Elle représente l'apparition de l'ange à sainte Anne et saint Joachim, la rencontre de sainte Anne et de saint Joachim à la Porte Dorée, ainsi que la nativité de la Vierge. Plusieurs inscriptions sont présentes : COMMENT L'ANGE PARUT A JOACHIM ET A ANNE ET LEUR DIT QU'ILS AURAIENT LIGNEE ; LA RENCONTRE DE JOACHIM ET ANNE A LA PORTE DOREE ; COMMENT ANNE ENFANTA NOTRE-DAME. 
Le médaillon représente Moïse.   

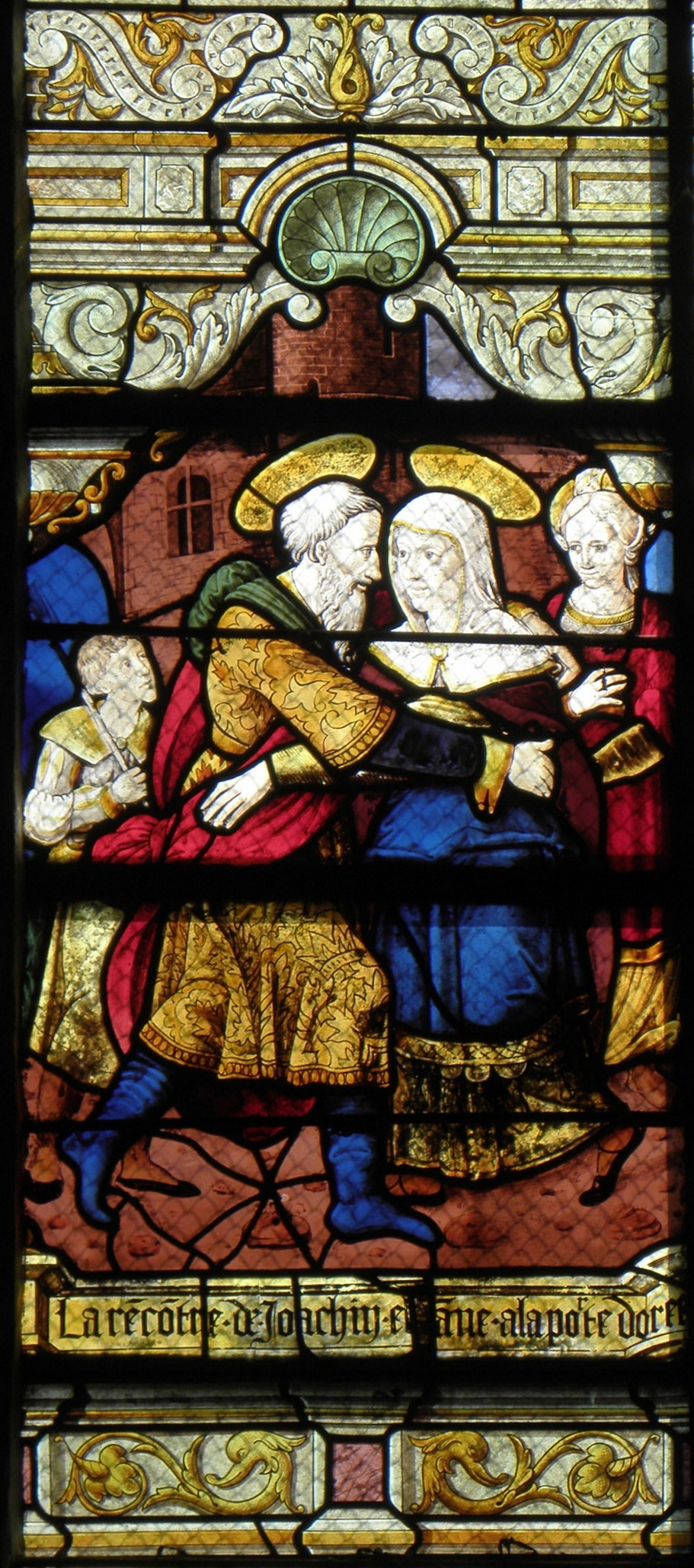
Rencontre de sainte Anne et de saint Joachim à la Porte Dorée
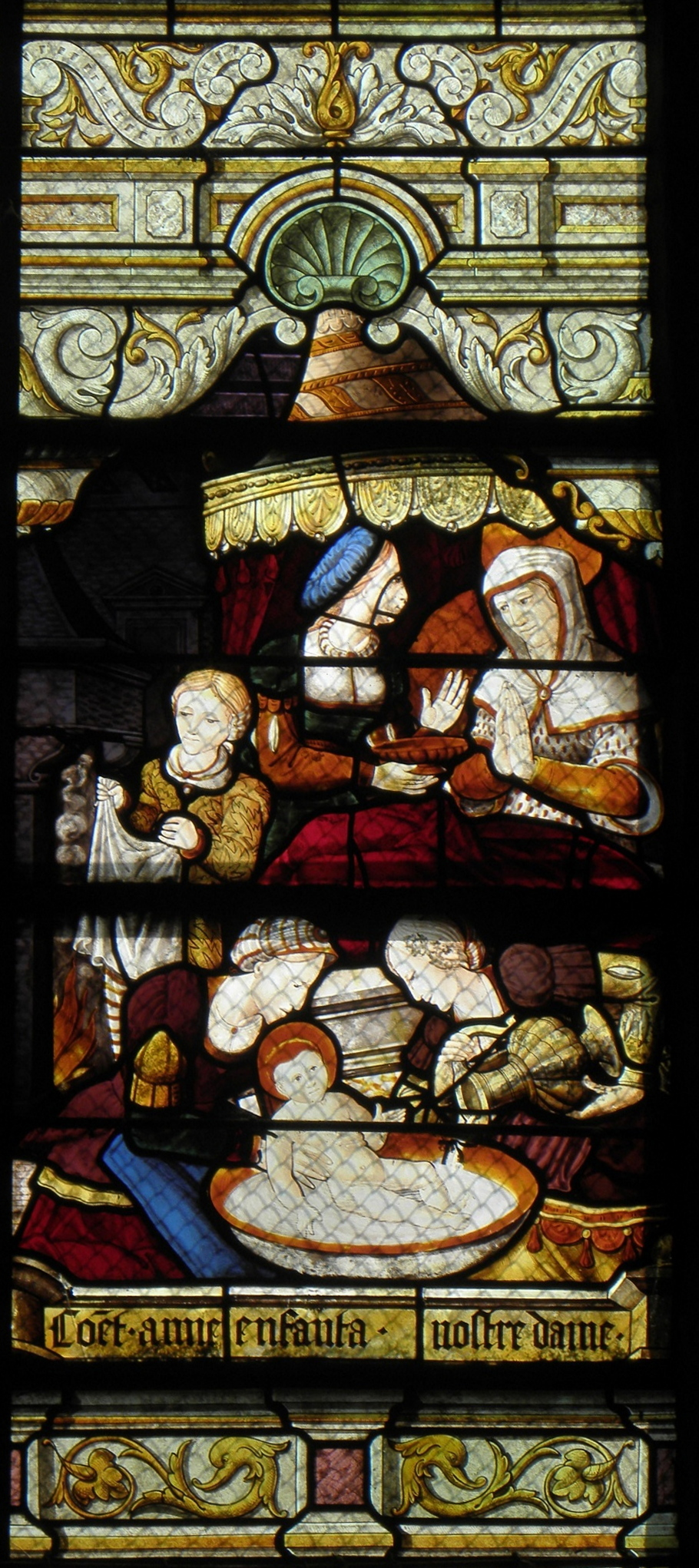
Nativité de la Vierge
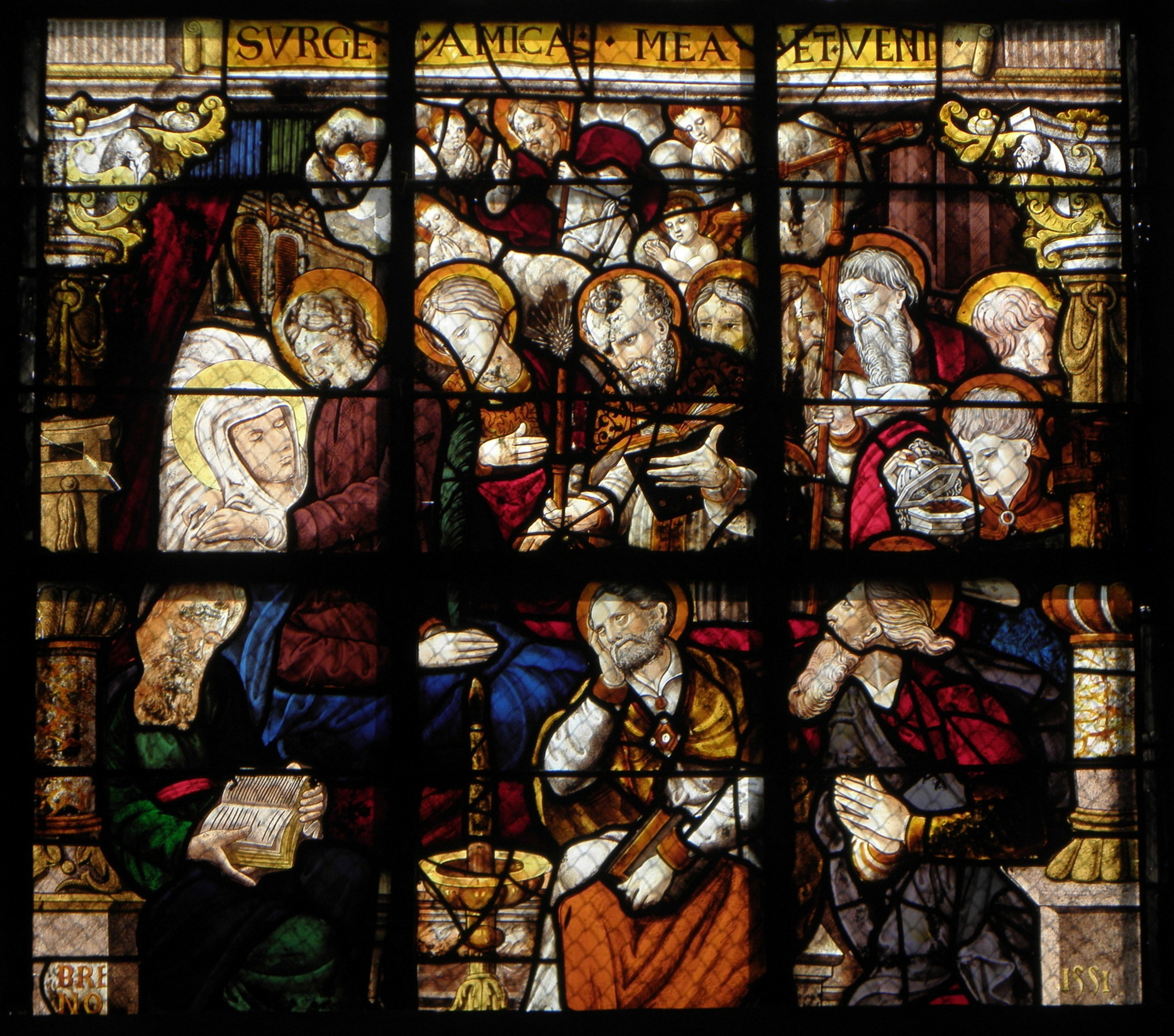
Mort de la Vierge
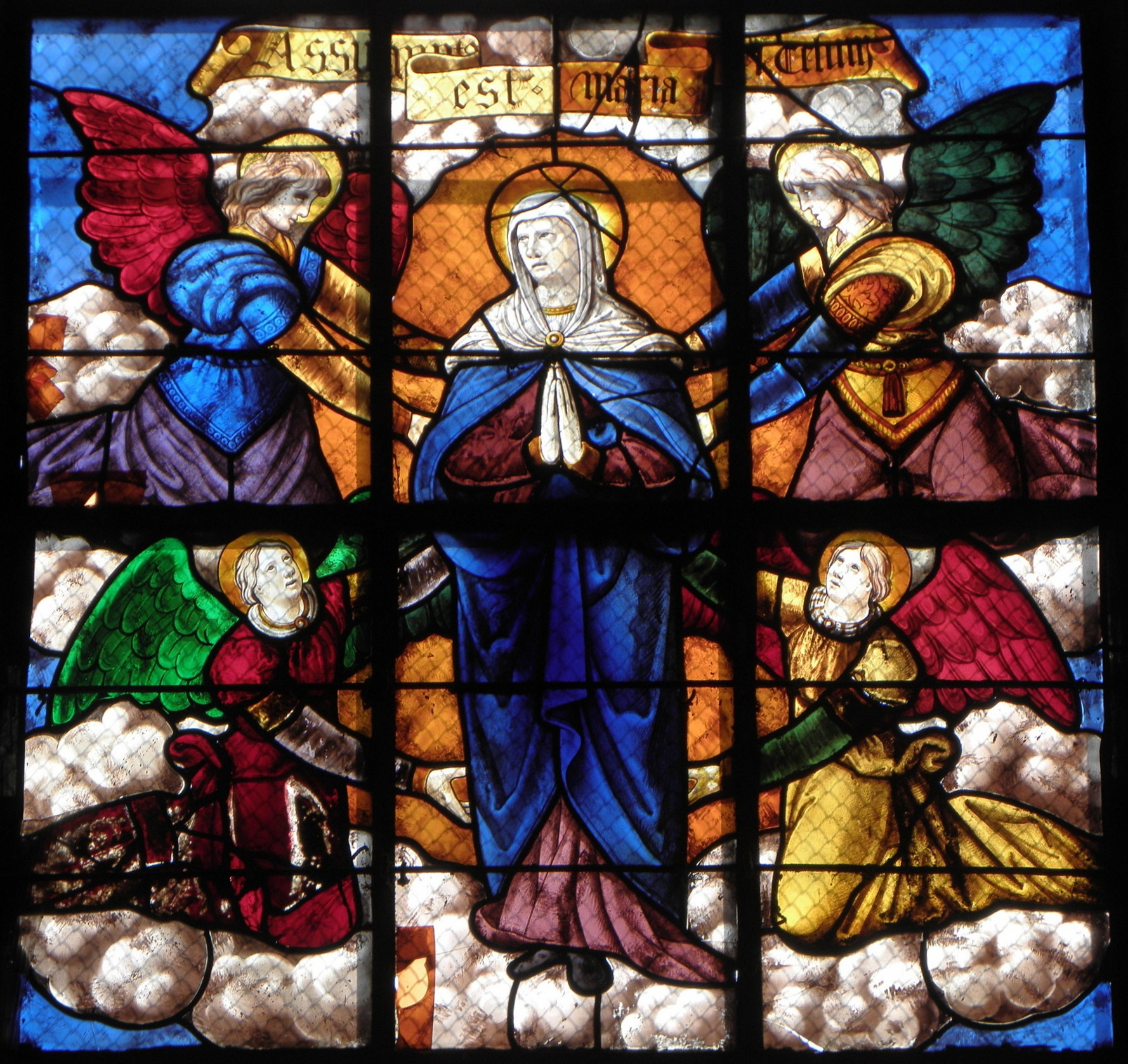
Assomption
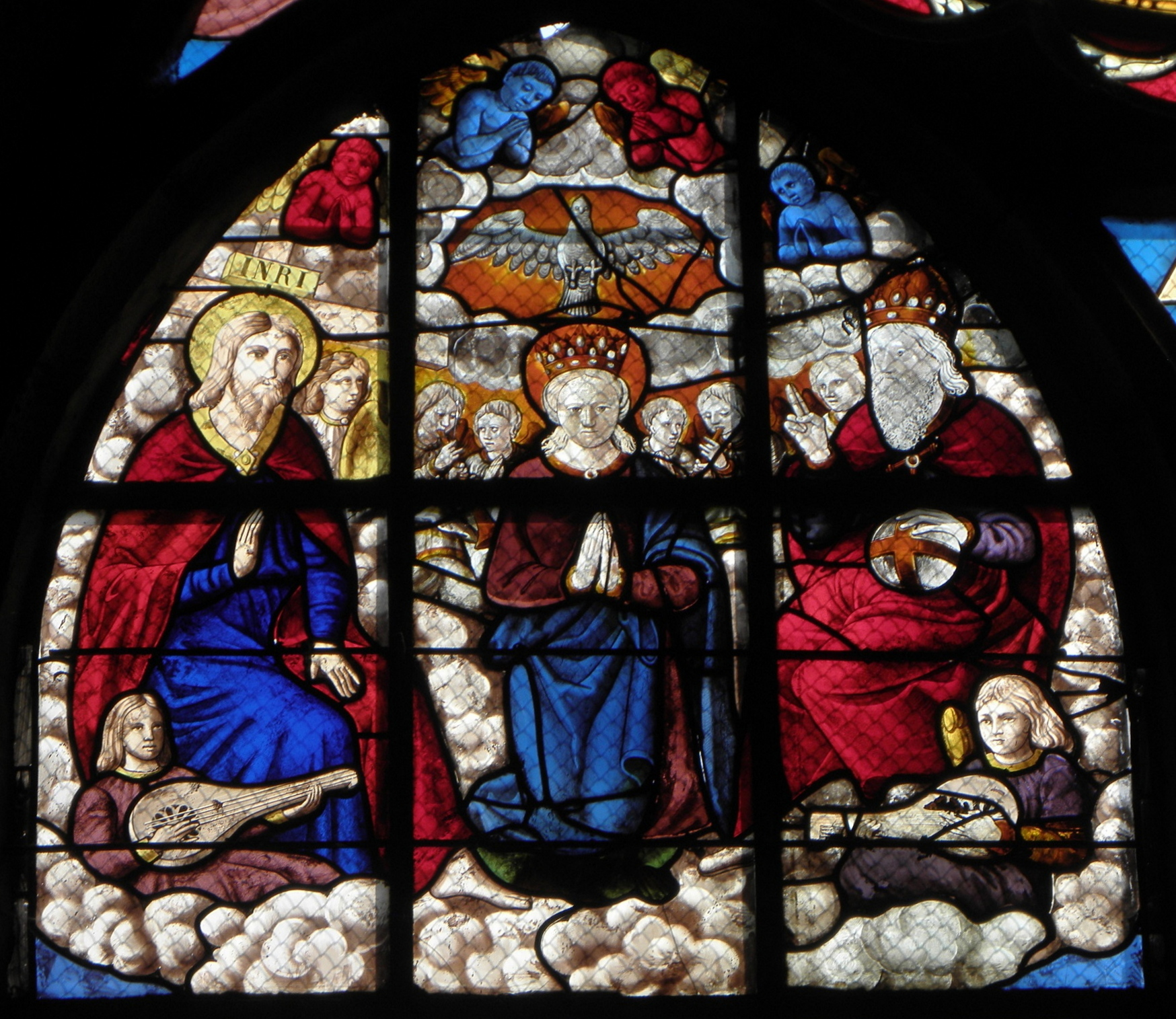
Couronnement de la Vierge
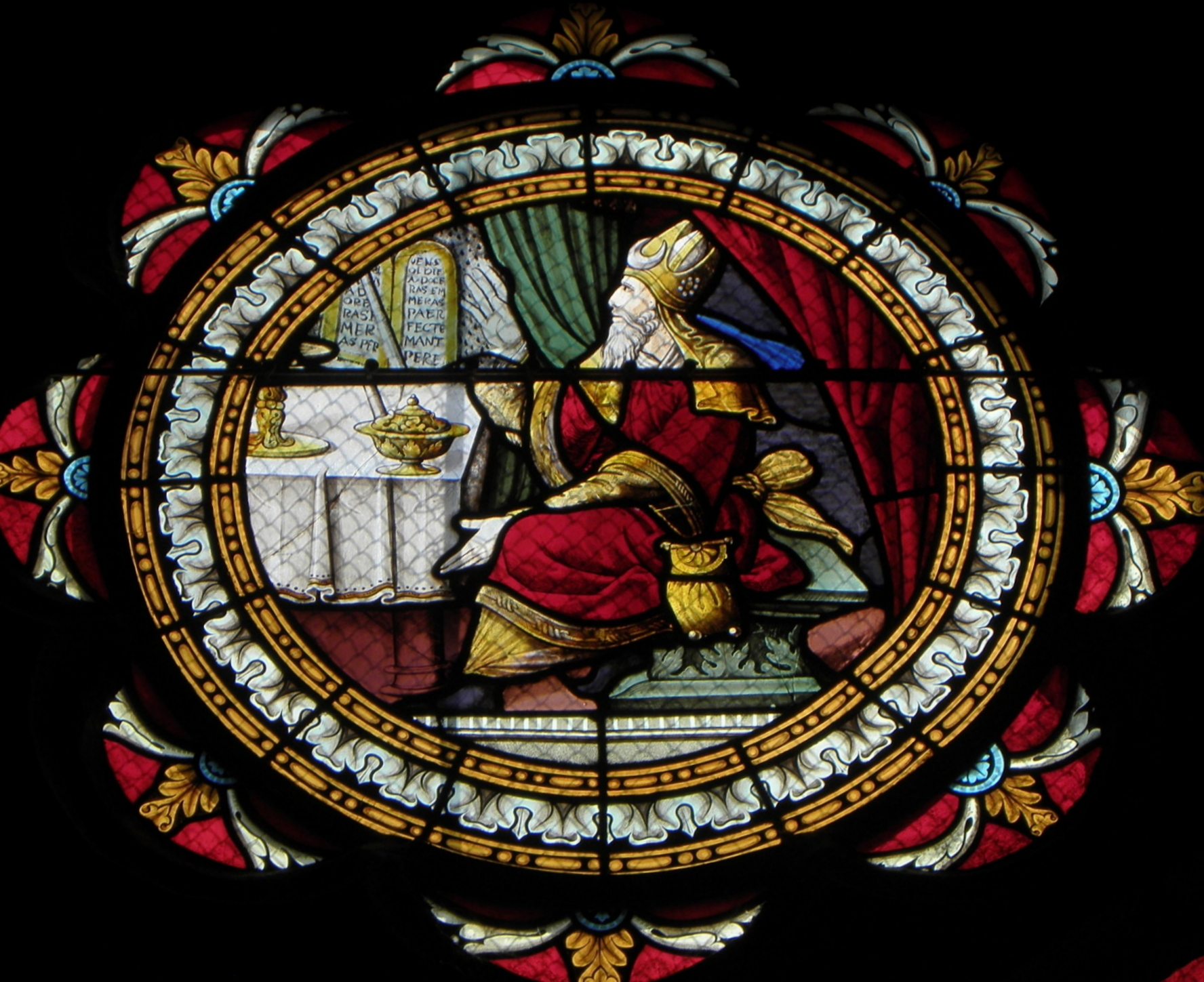
Moïse